# Лысцево (Старожиловский район)
Лысцево — деревня в Старожиловском районе Рязанской области. Входит в Гулынское сельское поселение

## География
Находится в западной части Рязанской области на расстоянии приблизительно 10 км на восток по прямой от районного центра поселка Старожилово.

## История
На карте 1840 года уже была отмечена, а на карте 1850 году указано наличие в деревне 26 дворов. В 1897 году учтено было 49 дворов.

## Население
Численность населения: 313 человек (1897 год), 14 человек в 2002 году (русские 93 %), 8 в 2010.